# Radotín (Olbramovice)
Radotín (Duits: Radotin of Radotin bei Olbramowitz) is een Tsjechische plaats in de gemeente Olbramovice, regio Midden-Bohemen, en maakt deel uit van het district Benešov. Het dorp ligt op 3,5 kilometer afstand van Olbramovice.
Radotín telt 11 inwoners (2021).

## Geografie
De Janovskýbeek (Duits: Johannesruher Bach) stroomt langs het dorp. Temidden van de beek (ter hoogte van Radotín) ligt een vijver.

## Geschiedenis
De eerste schriftelijke vermelding van het dorp dateert van 1233.
Sinds 1945 is Radotín volledig ondergebracht bij het district Benešov.

## Verkeer en vervoer

### Autowegen
Er leidt een regionale weg naar het dorp.

### Spoorlijnen
Er is geen station in Radotín. Het dichtstbijzijnde station is in Vrchotovy Janovice, op zo'n twee kilometer afstand. Dat station ligt aan spoorlijn 220 van Praag naar Tábor en České Budějovice, en tevens aan spoorlijn 223 naar Sedlčany.
Spoorlijn 220 is dubbelsporig en maakt deel uit van het Europese spoorsysteem. Tussen 2010 en 2013 werd de lijn grondig gemoderniseerd, waarbij sommige gedeelten verplaatst werden, om zo een minder bochtig tracé te creëren. Eind 2015/begin 2016 werd het oude tracé omgebouwd tot fietspad, om Votice, Olbramovice en Bystřice te verbinden.

### Buslijnen
Er is geen bushalte in het dorp. De dichtstbijzijnde bushalte is in Křešice, op twee kilometer afstand:
| Halte                | Lijn(en)    | Traject(en)                                             | Vervoerder(s)                          |
| -------------------- | ----------- | ------------------------------------------------------- | -------------------------------------- |
| Olbramovice, Křešice | 452 566 757 | Benešov - Mladá Vožice Vojkov - Votice Benešov - Votice | CŠAD Benešov CŠAD Benešov CŠAD Benešov |

## Bezienswaardigheden
- Paardensculptuur, gemaakt van natuurlijke materialen;
- Monumentale klokkentoren.

## Galerij

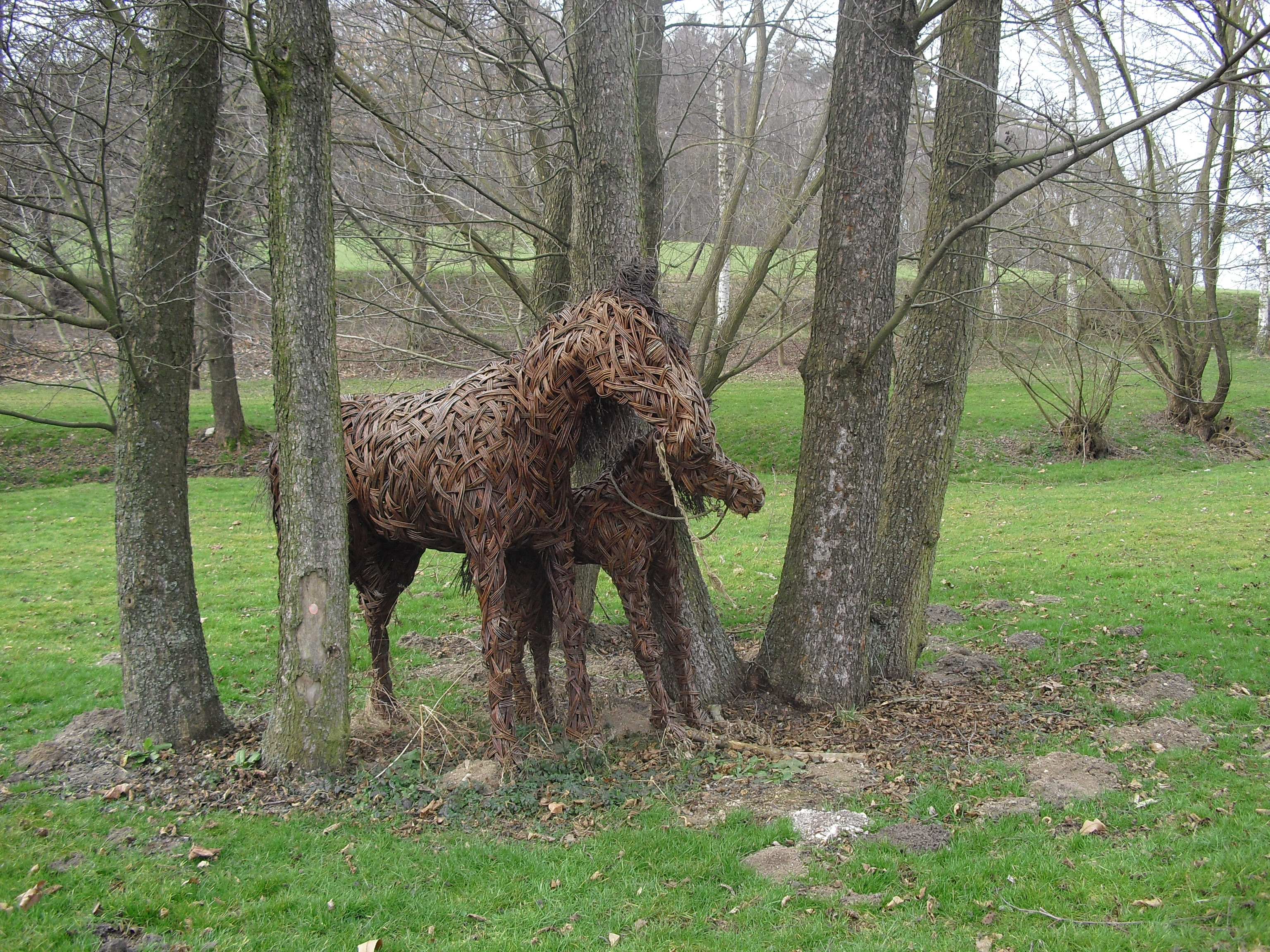
Paardensculptuur (2014)
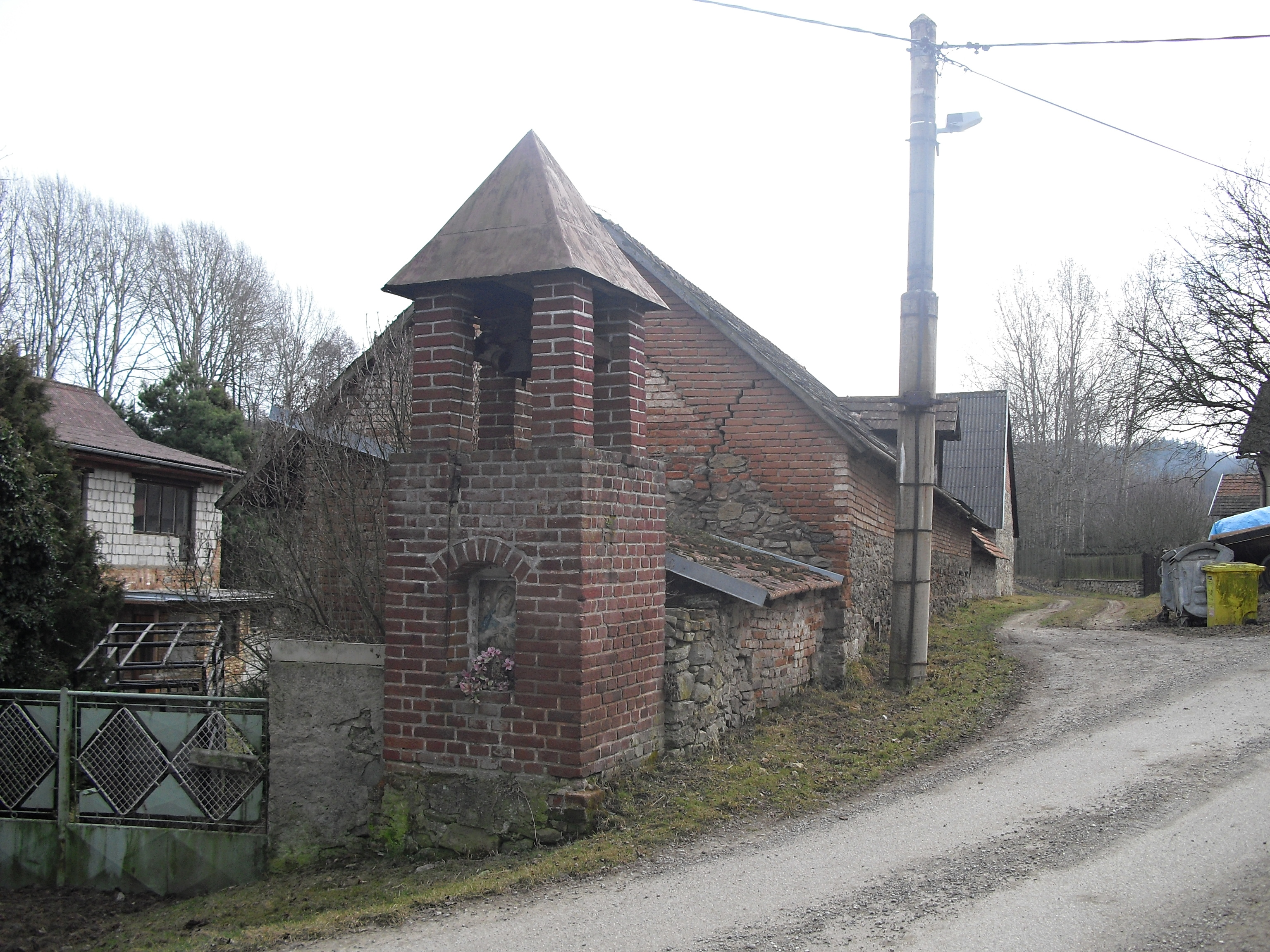
Klokkentoren (2014)
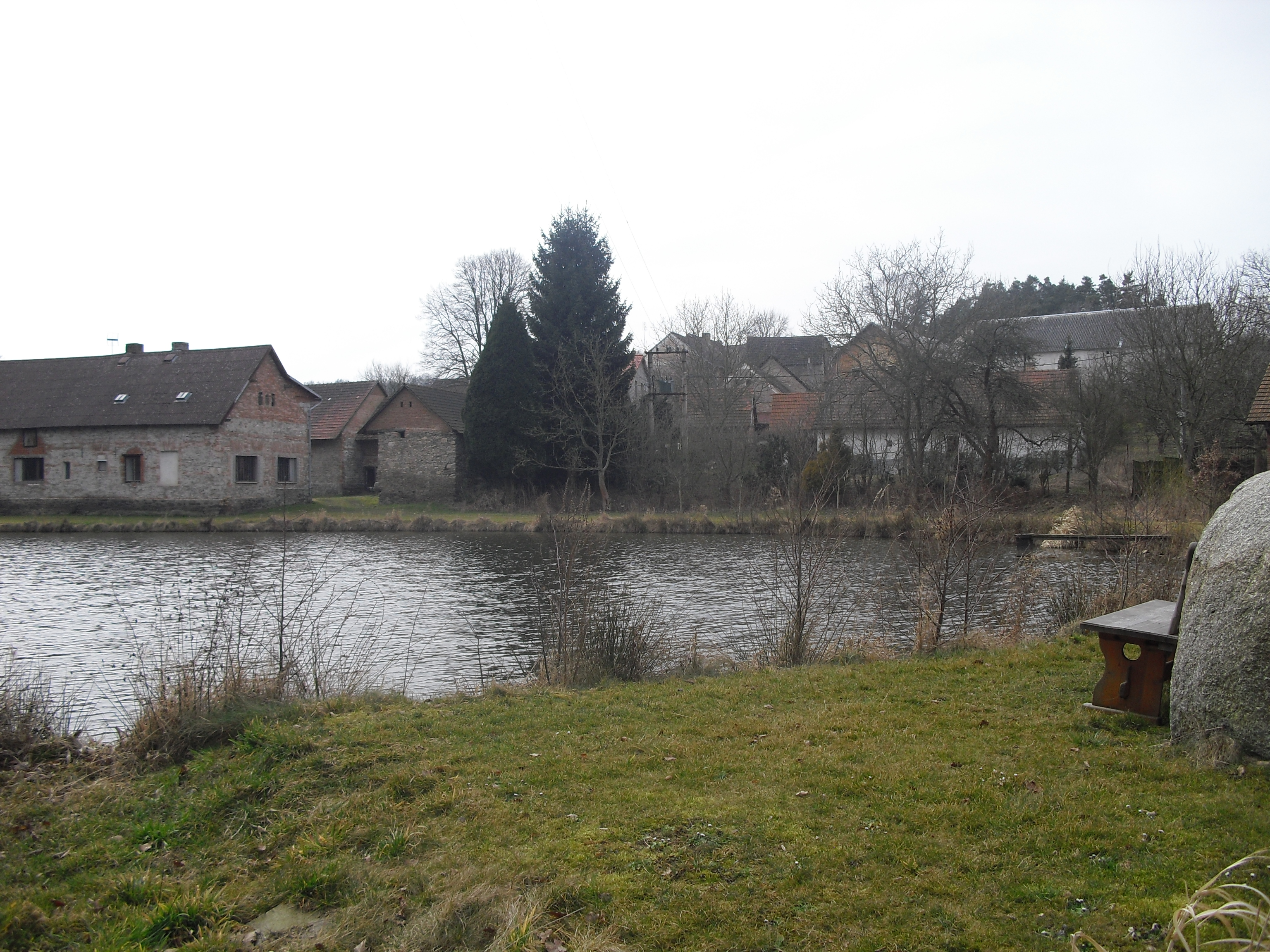
Dorpsvijver (2014)
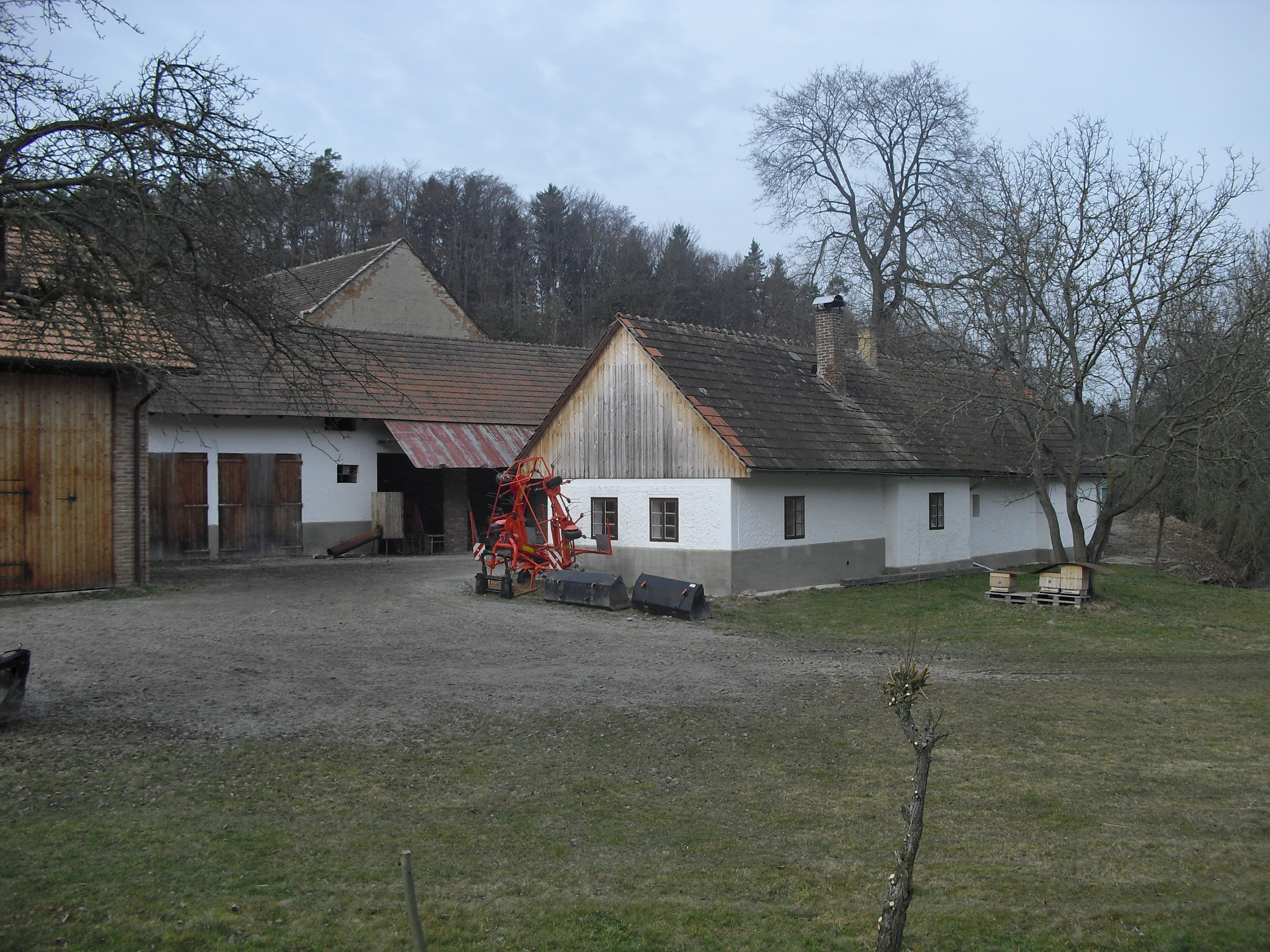
Boerderij in het dorp (2014)